# Myself ; Yourself
Myself ; Yourself(한국어: 마이셀프 ; 유어셀프)는 일본의 유한회사 레지스터(Regista)에 의해 개발되어, 2007년 12월 20일에 예티 (Yeti)로부터 발매된 플레이 스테이션2용 게임 소프트 및 텔레비전 애니메이션화된 작품이다.

## 개요
2007년 일본의 W현(와카야마현 니시무로군 스사미 쵸가 모델)에 있는 가공의 시골 마을 〈사쿠라노모리〉를 무대로 한 연애 어드벤쳐 게임으로, 2명의 주인공과 6명의 히로인이 등장한다. 〈Memories Off 시리즈〉나 〈후타코이〉등을 담당했던 사사키 무츠미가 캐릭터 디자인을 담당한 것이 특징이다. 종래, 다른 게임 회사에 의해 제작된 성인 게임의 가정용 이식판을 릴리스 해 온 컨슈머 게임 브랜드인 예티의 첫 오리지널이 되는 작품으로, 레지스터에 있어서는 2006년 1월 26일 발매 〈I/O〉에 이은 2번째 오리지널 개발작에 해당된다. 게임의 발매에 앞서 미디어 웍스의 월간 미소녀 게임 잡지 〈전격 G's magazine〉에서 프롤로그 소설격 〈Myself ; Yourself 각각의 Overture〉가 연재되었다. 텔레비전 애니메이션도 게임에 선행해 2007년 10월부터 12월까지 방송되었다. 2007년 10월 3일에 방영을 시작한 애니메이션은 게임과는 다른 줄거리로 진행된다. 또, 2009년 5월 28일에는 후일담과 외전을 수록한 플레이 스테이션 2용 게임 〈Myself ; Yourself 각각의 finale〉가 발매 예정이다.

### 서장 소설
글에 나카자와 타쿠미, 삽화에 와다펜에 의해 게임의 발매에 앞서 미디어웍스의 전격 G's 매거진에 각 등장인물들의 게임에서 다루어지지 않는 앞의 이야기를 다루는 소설 《Myself ; Yourself 각자의 Overture》이 2007년 5월호부터 2007년 11월호까지 연재되었다.
1. (七つの子) Nanaka's Story (아츠시로 나나카, 5월호)
2. 미아가된 아오이씨(まいごのあおいさん) Aoi's Story (오리베 아오이, 6월호）
3. 나와 그 녀석과 나의 동료(私とあいつと、私の仲間) Syuri's Story (와카츠키 슈리, 8월호)
4. Close Encounter(접근조우) Yuzuki's Story (후지무라 유즈키, 10월호)
5. 작고 커다란 한걸음(小さくて、大きな第一歩) Hinako's Story (모치다 히나코, 11월호)

## 게임 시스템
이 게임에는 〈히다카 사나〉 〈와카츠키 슈스케〉라고 하는 두 명의 소년 주인공이 존재, 플레이 개시시에 어느 한 쪽을 선택하는 형식이 되어 있어, 선택하지 않았던 쪽의 주인공은 서브 캐릭터로서 등장한다.
본작에는 여섯 명의 히로인이 등장하지만, 이 중 사나 사이드·슈스케 사이드의 어느 쪽에서도 공략 가능한 것은, 가장 대표적인 히로인인 나나카 한 명 뿐이고, 아오이·슈리·유즈키의 세 명은 사나 사이드만, 히나코·아사미의 두 명은 슈스케 사이드만으로 밖에 공략할 수 없다.한 번 게임 클리어에 성공하면, 공략에 필요한 올바른 선택사항이 표시되는 〈힌트 모드〉를 사용할 수 있게 된다.

## 줄거리
W현의 남쪽에 자리잡아 태평양을 등지고 있는 인구 5000명 가량의 조용한 시골 마을인 사쿠라노모리(桜乃杜), 이 마을에서 태어나 자라던 히다카 사나는 부모의 일로 도쿄로 이사하였다가 5년 만에 돌아오게 된다. 5년이나 시간이 지나 변한 마을의 풍경에 신선함을 느끼고 함께 어울린 소꿉친구들인 슈리와 슈스케 남매, 사촌누나인 아오이를 만나게 된다. 그리고 첫사랑 상대였던 나나카는 상냥함은 사라지고 무슨 일이 있었던 듯이 거짓말처럼 차가운 태도로 맞아준다.

## 등장인물

### 주인공
히다카 사나(日高 佐菜)
성우: 타치바나 신노스케/어린시절(애니메판):키무라 마도카
1991년 10월 13일생, 《마이셀프 ; 유어셀프》의 주인공, 양친의 직업 사정으로 도쿄에 이사하였다가, 5년 만에 돌아와 사쿠라노모리 고등학교 2학년 F반에 전학했다. 사쿠라노모리를 벗어나기 전, 나나카가 들려온 바이올린 노래의 영향으로, 피아노를 조금이라도 칠 수 있으며, 이름이 여자아이의 이름같아 맘에 들어하지 않고 있다.
와카츠키 슈스케 (若月 修輔)
성우: 코야스 타케히토/어린시절(애니메판):산페이 유코
1992년 3월 23일생, 게임에서 또 한명의 주인공이자, 같은 2학년 F반 소속이다. 쌍둥이 남매인 슈리의 남동생으로 몸을 움직이는 것을 좋아한다. 그룹내에서는 마찬가지로 무리에서는 무드메이커의 역할을 해당한다. 어린 시절부터 검도와 유도, 쿵푸, 주산, 서예 등의 문·무예를 배우고 있다. 취미는 낚시.

### 히로인
야츠시로 나나카(八代 菜々香)
성우: 코시미즈 아미
1991년 7월 29일생, 사쿠라노모리 고등학교 2학년으로 사나와 같은 F반이자, 어릴적 첫사랑 상대이다. 후타고오카 언덕에 있는 야츠시로 신사에 살고 있며, 학교 이외에는 대부분의 시간을 무녀로서 일을 하며 지낸다. 어린 시절에는 상냥하고 웃는 모습이 잘 어울렸지만, 시간이 흘러 표정의 변화와 감정의 표현이 적어지고 말았다. 우수한 성적에 스포츠에도 재능을 가지고 있지만, 인간관계는 좋지 않으며, 바이올린을 켤 수 있었지만, 지금은 켜지 않고 있다.
오리베 아오이(織部 麻緒衣)
성우: 카네다 토모코
1990년 8월 28일생, 사쿠라노모리 고등학교 3학년 A반, 사나가 살게 된 연립 주택을 관리하는 부부의 1살 연상의 외동딸로 바로 옆 동에 살고 있다. 사나 사촌누나. 공상벽이 있어 자주 멍하게 있으며, 자주 넘어지고 길을 잃어버리고, 잘 잊어버리는 등의 덜렁대는 성격이다. 취미는 독서, 특기는 요리이다.
와카츠키 슈리(若月 朱里)
성우: 타무라 유카리
1992년 3월 23일생, 슈스케의 쌍둥이 누나이자 슈스케, 사나와 같은 2학년 F반에 소속하고 있다. 쾌활한 성격으로 남녀를 가리지 안하고 인기를 얻고 있다. 푸른 자연을 좋아하여 자신이 살고 있는 사쿠라노모리가 개발로 인해 쓰레기로 오염되는 것을 불쾌하게 여겨, 자연 보호에 참여하고 있다. 기계조작이 서툴러 고장내기 일쑤이다.
모치다 히나코(持田 雛子)
성우: 무라타 아유미
1997년 8월 5일생, 정립(町立) 사쿠라노모리 초등학교에 다니는 5학년 3반 소속의 10세 소녀, 머리가 뛰어나고 어른스러운 분위기를 내는 탓에 동급생들과는 어울리지 못하고 있다.
후지무라 유즈키(藤村 柚希)
성우: 토요구치 메구미
사나, 슈스케, 나나카, 슈리가 소속중인 2학년 F반의 담임교사로, 수업에서 지구과학을 맡고 있다. 냉정하고 논리적으로 생각하는 한편, 감정적이기도 한 변덕스런 성격이다. 천체관측이 취미로, 우주에 대해 많은 관심을 쏟아붓고 있다.
호시노 아사미(星野 あさみ)
성우: 나카하라 마이
1991년 10월 28일생, 사나의 옆 반인 E반의 반장이자, 학생회의 일원으로 성적이 우수하고 사람사귐이 좋아 인망이 두텁다. 동물을 좋아하고 취미로 봉사활동을 하고 있다.

## 제작진
- 캐릭터 디자인·작화 감수: 사사키 무츠미
- 시나리오: 나카노 마이(엣지 워크스)
- 음악: 5zizz
- 기획·프로듀스: 나카자와 타쿠미

여는 곡
1st 〈Day-break〉
작사·작곡: 시쿠라 치요마루(5pb.), 편곡: TARAWO, 노래: KAORI
2nd 〈ivy〉
작사·작곡: 시쿠라 치요마루(5pb.), 편곡: 우에노 코지, 노래: 이토우 카나코
닫는 곡
〈ANOTHER WORLD〉
노래: 코시미즈 아미
〈푸른 새〉
노래: 카네다 토모코
〈Never leave me alone〉
노래: 타무라 유카리
〈첫 Kiss?(#^.^#)〉
노래: 무라타 아유미
〈미래 관측〉
노래: 토요구치 메구미
〈봄의 KISS〉
노래: 나카하라 마이
〈Myself ; Yourself〉
노래: 코시미즈 아미

## 애니메이션
게임이 발매되기 앞서 애니메이션화되어, 2007년 10월 3일 TV 가나가와에서 방영을 시작하였다. 전 13화.

### 방영 목록
1. 2007년 10월 3일, なつかしい場所 - 그리운 장소
2. 2007년 10월 10일, 大切なメロディー - 소중한 멜로디
3. 2007년 10월 17일, クッキーと小石 - 쿠키와 조약돌
4. 2007년 10월 24일, コドモじゃないモン - 어린애가 아니야
5. 2007년 10월 31일, 咲かない桜 - 피지 않는 벚꽃
6. 2007년 11월 7일, オトナだよ - 어른이라구
7. 2007년 11월 14일, 先生のキャラメル - 선생님의 캐러멜
8. 2007년 11월 21일, 秘密のポスト - 비밀의 우체통
9. 2007년 11월 28일, がんばれ! アニメンジャー! - 힘내라 애니레인저!
10. 2007년 12월 5일, 桜のために - 벚나무를 위하여
11. 2007년 12월 12일, 告白 - 고백
12. 2007년 12월 19일, 赤い記憶 - 붉은 기억
13. 2007년 12월 26일, きずな - 인연

### 주제가
여는 곡 〈Tears Infection〉
노래: KAORI, 작사/작곡: 시쿠라 치요마루, 편곡: 이소에 토시미치
닫는 곡 〈너와 밤하늘과 언덕길과(キミと夜空と坂道と 기미토 요소라토 사카미치토[*])〉
노래: 이토 카나코, 작사/작곡: 시쿠라 치요마루, 편곡: 이소에 토시미치

## 관련 상품

### CD
- 여는 곡 〈Tears Infection/Day-break〉(VGCD-1020) - 2007년 10월 24일
- 닫는 곡 〈너와 밤하늘과 언덕길과/ivy〉(VGCD-1021) - 2007년 10월 24일
- 캐릭터송 싱글 음반
  - Vol.1 〈ANOTHER WORLD〉(VGCD-1022) - 야츠시로 나나카, 2007년 11월 21일
  - Vol.2 〈첫 Kiss?(#^.^#)(はじめてのKiss？(#^.^#))〉(VGCD-1023) - 모치다 히나코, 2007년 11월 21일
  - Vol.3 〈봄의 KISS(春のKISS)〉(VGCD-1024) - 호시노 아사미, 2007년 11월 21일
  - Vol.4 〈Never leave me alone〉(VGCD-1025) - 와카츠키 슈리, 2007년 12월 7일
  - Vol.5 〈파랑새(青い鳥)〉(VGCD-1026) - 오리베 아오이, 2007년 12월 7일
  - Vol.6 〈미래관측(未来観測)〉(VGCD-1027) - 후지무라 유즈키, 2007년 12월 7일

### DVD
1. 2007년 12월 21일, BIBA-7541
2. 2008년 1월 25일, BIBA-7542
3. 2008년 2월 22일, BIBA-7543